# Escut de la Todolella
L'escut oficial de la Todolella té el següent blasonament:
| « | Escut quadrilong de punta redona. En camp d'argent, una sageta de sable, somada d'un tudó, també de sable. Per timbre, una corona reial oberta. | » |

## Història
Resolució del 9 de setembre de 2002, del conseller de Justícia i Administracions Públiques. Publicat en el DOGV núm. 4.347, de l'1 d'octubre de 2002.
Es tracta de l'escut tradicional de la Todolella, amb el tudó com a senyal parlant al·lusiu al nom del poble.